# فريد روز (موسيقي)
نولز فريد روز (بالإنجليزية: Fred Rose)‏ (24 أغسطس 1897  أو 1898  - 1 ديسمبر 1954) هو موسيقي وكاتب أغاني أمريكي، وكان مديرًا مشاركا لدار أكوف روز ميوزيك للنشر.

## السيرة
ولد فريد في مدينة إيفانسفيل في إنديانا، وبدأ العزف على البيانو والغناء في صباه. انتقل إلى شيكاغو وهو مراهق، حيث كان عمل في الحانات وغنى في الشوارع من أجل المال، وغنى لاحقا في مسارح الفودفيل. نال النجاح في النهاية ككاتب أغانٍ عندما غنت الفنانة سوفي تاكر.
عاش فريد روز لفترة قصيرة في ناشفيل، لكن برنامجه الإذاعي هناك لم يدم طويلاً وتوجه إلى زقاق تين بان ألي في مدينة نيويورك على أمل كسب عيشه ككاتب أغاني. بدأ هناك في كتابة الأغاني مع راي ويتلي، وهو نجم لأفلام الوسترن من الدرجة الثانية ومؤلف أغنية "Back In the Saddle Again" للمغني جين أوتري، وقد قدم هذا التعاون فرصة لروز فرصة لدخول موسيقى الكانتري. عاش لفترة مع راي ويتلي وزوجته في شقة في هوليوود، وشارك في كتابة العديد من الألحان لأفلام راي.
عاد إلى ناشفيل في عام 1942، وعمل في فريق مع روي أكوف نجم غراند أول أوبري لإنشاء أول شركة لنشر الموسيقى مقرها في ناشفيل. نالت شركتهم، وتدعى أكوف روز ميوزيك، نجاحا فوريا، لا سيما مع أغاني النجم هانك ويليامز. بقيت الشركة من أهم مؤسسات موسيقى الكانتري حتى بعد وفاة فريد. تولى ابنه، ويزلي روز، الرئاسة واستمر مع روي أكوف حتى عام 1985، عندما تم بيع كتالوج الشركة إلى شركة جايلورد الترفيهية، الشركة الأم لبرنامج غراند أول أوبري.
واصل فريد روز كتابة العديد من أغاني الكانتري وأصبح في النهاية أحد أهم الشخصيات في هذا الصنف. كما كتب أغاني تحت اسم فلويد جنكينز. 
توفي فريد روز في ناشفيل إثر نوبة قلبية في عام 1954 وأدخل في مقبرة ماونت أوليفيت. 
كان فريد روز أحد الثلاثة الأوائل الذين تم إدخالهم في قاعة مشاهير موسيقى الكانتري عندما تم افتتاحها في عام 1961، إلى جانب مع هانك ويليامز وجيمي رودجرز. تم إدخاله في قاعة مشاهير كتاب الأغاني في ناشفيل عام 1970 وفي قاعة مشاهير الأغاني في عام 1985.

## وصلات خارجية
- فريد روز على موقع IMDb (الإنجليزية)
- فريد روز على موقع الموسوعة البريطانية (الإنجليزية)
- فريد روز على موقع ميوزك برينز (الإنجليزية)
- فريد روز على موقع ميوزك برينز (الإنجليزية)
- فريد روز على موقع أول ميوزيك (الإنجليزية)
- فريد روز على موقع ديسكوغز (الإنجليزية)
- فريد روز على موقع ديسكوغز (الإنجليزية)